# Conqueror
FV 214 Conqueror také známý jako Tank, Heavy No. 1, 120 mm Gun, Conqueror byl britský těžký tank sloužící v 50. a 60. letech 20. století. Byl vyvinut jako reakce na sovětské těžké tanky IS – Josef Stalin. Kanón Conquerora měl 120 mm a byl větší než 20liberní (83,4 mm) kanón středního tanku Centurion. Role Conqueroru byla poskytnout na dlouhý dosah protitankovou podporu pro Centuriony. Conquerory byly předány po devíti kusech u každého pluku v Západním Německu, obvykle seskupených do tří tankových vojsk.

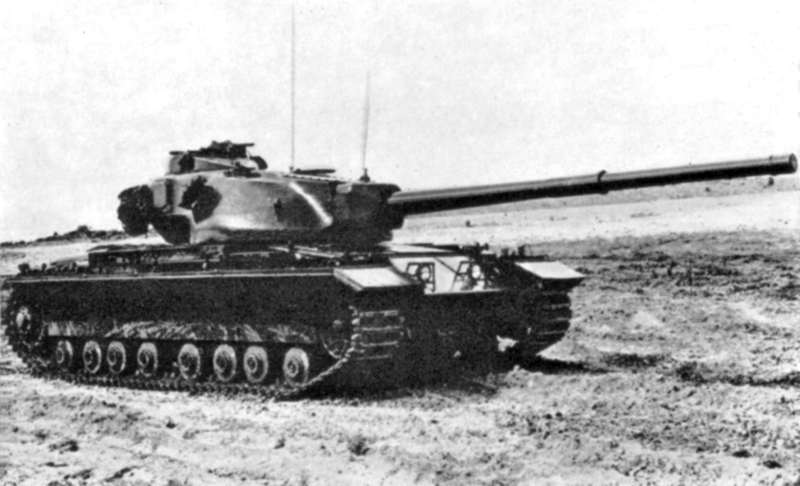
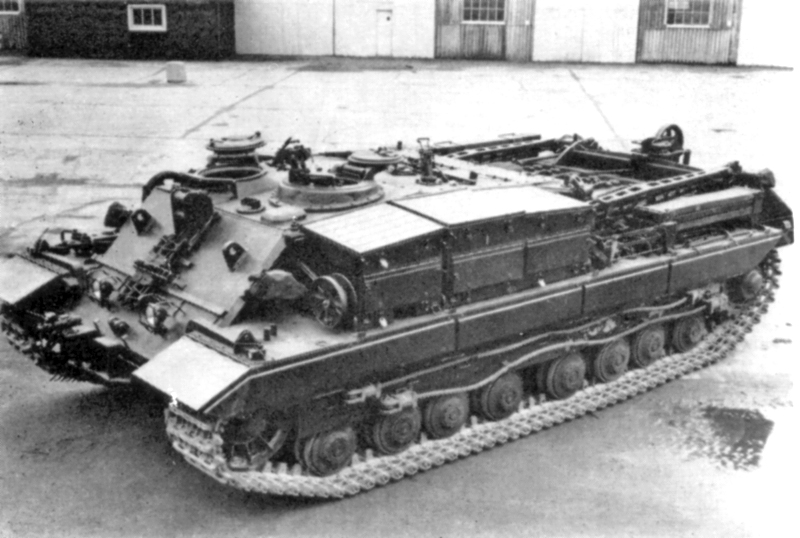